# 苏海图街道
苏海图街道，是中华人民共和国内蒙古自治区乌海市乌达区下辖的一个乡镇级行政单位。

## 行政区划
苏海图街道下辖以下地区：
振华社区、黄白茨社区和兴华社区。